# Юрковский, Виктор Минович
Виктор Минович Юрковский (13 февраля 1927 — 25 июля 2003) — советский и украинский учёный в области экономической географии, кандидат экономических наук, профессор.

## Биография
Родился 13 февраля 1927 в Киеве. В 1941 году вместе с родителями был эвакуирован в Воткинск, Удмуртская АССР, вернулся в Киев в 1944 году. . 
По окончании средней школы работал аппаратчиком Дирекции городской радиосети Киева. Награждён медалью «За доблестный труд в Великой Отечественной войне 1941—1945 гг.».
В 1949 году с отличием окончил факультет международных отношений Киевского университета по специальности международные отношения и мировая экономика. В 1948—1949 годах — комсорг ЦК ВЛКСМ Киевского университета, заместитель заведующего отделом кадров и оргработы Киевского ГК ЛКСМ Украины. В 1949-50 годах — заведующий отделом ЦК ЛКСМ Украины. В 1950—1952 годах — первый секретарь Киевского обкома ЛКСМ Украины. В 1956—1960 годах учился в аспирантуре Академии общественных наук в Москве. Защитил кандидатскую диссертацию на тему «Внешние займы дореволюционной России». В 1960—1963 годах руководил лекторской группой киевского обкома КПУ.
В Киевском университете в 1963—2000 годах работал на кафедре экономической и социальной географии: с 1964 года доцентом, а с 1979 года — профессором. Избирался в 1980—1985 годах деканом географического факультета. В 1966 году отправился в научную командировку в США, а в 1970—1971 годах — в научную командировку по программе ЮНЕСКО в университеты Австралии, Новой Зеландии, Японии.
Специалист в области экономической и социальной географии зарубежных стран, географии мирового хозяйства, географии сферы обслуживания. Преподавал курсы: «Региональная экономическая и социальная география зарубежных стран», «География сферы обслуживания». Автор 85 научных работ. Подготовил 5 кандидатов наук.
Заслуженный работник высшей школы Украины (с 1984 года). Награждён отличиями МВССО СССР «За отличные успехи в работе» (1973) и «Победитель социалистического соревнования» (1973, 1977), Почётной грамотой МВО УССР (1987).
Был членом Президиумов Украинской Географического общества и Учёного совета Географического общества СССР.
Умер в Киеве 25 июля 2003 года. Похоронен на Байковом кладбище (старая часть).

## Труды
- Регіональна економічна і соціальна географія зарубіжних країн. — К., 2000.
- Економічна географія зарубіжних країн. — К., 1975 (1978, 1981) (в соавторстве).
- Економічна і соціальна географія світу. — К., 1997.
- Регіональна економічна і соціальна географія. Зарубіжні країни. — К., 2001.
- Країни світу: Довідник. — К., 2001.